# Nome de Lesbos
Le nome de Lesbos (en grec moderne : Νομός Λέσβου) est l'un des trois nomes de la périphérie de l'Égée-Septentrionale. Il est bordé au Nord par le nome d'Évros et au Sud par celui de Chios. Sa capitale est Mytilène ; il comprend les îles de Lesbos, Límnos et Ágios Efstrátios.

## Dèmes (municipalités) et communes

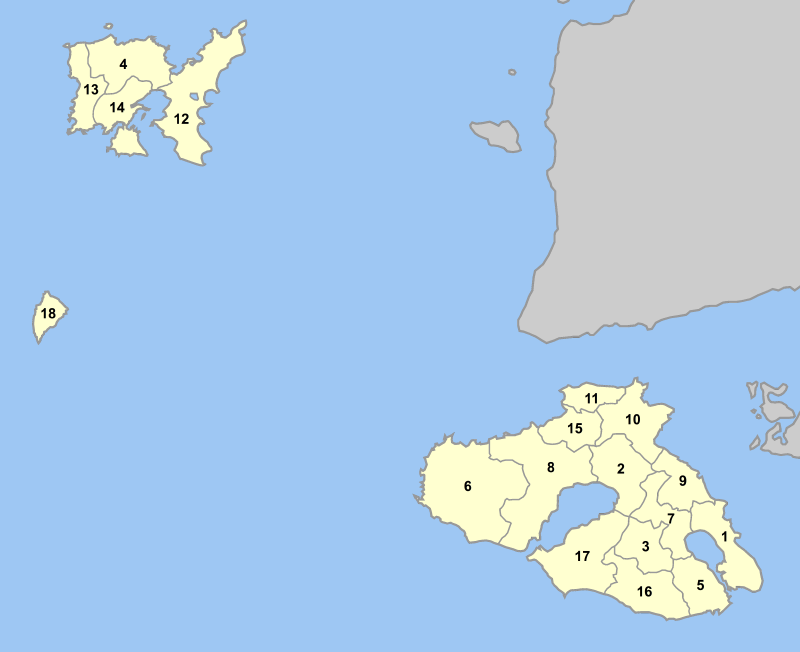
Municipalités du nome de Lesbos

| Dème               | YPES code | Siège    | Code postal   | Préfixe tel.      |
| ------------------ | --------- | -------- | ------------- | ----------------- |
| Agía Paraskeví     | 3501      |          | 811 02        | 22520-3           |
| Agiásos            | 3502      |          | 811 01        | 22520-2           |
| Atsiki             | 3504      |          | 814 01        | 22530             |
| Eresos-Antissa     | 3506      | Eresos   | 814 01        | 22530-8           |
| Evergetoulas       | 3507      | Sykounta | 811 05        | 22520-9           |
| Gera (Lesbos)      | 3505      | Pappados | 811 06        | 22510-8           |
| Kalloni            | 3508      |          | 811 07        | 22530-2           |
| Loutrópoli Thermís | 3509      | Thermi   | 811 00        | 22510-7           |
| Mantamados         | 3510      |          | 811 04        | 22530-6           |
| Míthymna           | 3511      |          | 811 07 811 08 | 2220-7            |
| Moudros            | 3512      |          | 814 01        | 22520-7           |
| Myrina (Lemnos)    | 3513      |          | 814 00        | 22540-2           |
| Mytilène           | 3514      |          | 811 00        | 22510-2 through 7 |
| Nea Koutali        | 3515      | Kontias  | 814 00        | 22540-5           |
| Petra (Lesbos)     | 3516      |          | 811 09        | 22530             |
| Plomari            | 3517      |          | 812 00        | 22530-3           |
| Polichnitos        | 3518      |          | 813 00        | 22520-4           |
| Ágios Efstrátios   | 3503      |          | 815 00        | 22540-9           |